# حول الدين والديمقراطية
حول الدين والديمقراطية  كتاب للحائز على جائزة نوبل في الآداب نجيب محفوظ صدر عام 1989 عن الدار المصرية اللبنانية في 239 صفحة. الكتاب عبارة عن مجموعة مقالات من (1974) إلى (1985) يتحدث فيها محفوظ عن الدين (بدأ بمقال عن الدين في المدارس) والحياة السياسية في المجتمع المصرى في ذلك الوقت (مجلس الشعب وحزب الوفد.. الخ)، تحدث عن الديمقراطية وبعض الاتجاهات والتيارات المختلفة (شيوعية وليبرالية وغيرها) وغير ذلك من القضايا العامة في ذلك الوقت.

## خلفية الكتاب
بدأ الكاتب فتحي العشري، وهو السكرتير الخاص ومدير مكتب نجيب محفوظ بالأهرام، بجمع وتصنيف وتبويب وفهرسة مقالات نجيب محفوظ التي نشرت في صحيفة الأهرام خلال الفترة من 1976 إلى 1987، وذلك قبل حصول محفوظ على جائزة نوبل بعام واحد. كان فتحي العشري قد أخرج سلسلة من الكتب التي ضمت مقالات قديمة لمحفوظ، تعددت بين السياسة، والدين، والأدب، والفلسفة، والتربية، والثقافة والحرية والشباب. صدر الكتاب الأول من مجموعة المقالات بعنوان «حول الدين والديمقراطية» سنة 1989، واستمر العشري في إخراج أجزائها تباعا حتى اختتمتها بمجموعة مقالات «حول الأدب والفلسفة» عام 2003، وهكذا اكتملت المجموعة بتسعة أجزاء صدرت بين عامي 1989 و2004. 
جاء في الصفحة الأولى من الكتاب صورة قصاصة ورق كتب عليها نجيب محفوظ بخط يده: «الحق أنه لولا الأستاذ الزميل فتحي العشري لما جمعت وجهات النظر هذه في كتاب. فبفضله فصلها واستخرج نوعياتها ونجح في إقناعي بالموافقة على نشرها. إني أشكره وأرجو أن يشاركني القارئ في شكره.» نجيب محفوظ 7/7/1989 

## محتويات الكتاب
كلمة المؤلف – نجيب محفوظ بعد جائزة نوبل – الدين والمدرسة – قضية المنابر – الإسلام وصراع المبادئ – اللهم – خاتم الأنبياء – البحث العلمي – محكمة – منبر لا صفة له – حوار مع القراء عن الإسلام وصراع المبادئ – حول الشيوعية الجديدة – التقشف والنظافة – القوى الضائعة – الانحراف الديني – معركة ورجال – الواقع المر – سفاح وسفاحة – من فوق لتحت إلى من تحت لفوق – الداء والدواء – كلمة حول الفتنة – الانحراف – تجارب إسلامية – حتى يغيروا ما بأنفسهم – الصوت الذي يجب أن يسمع – من التجمع إلى المجتمع – المسلمون بين محمد عليه الصلاة والسلام وأبي لهب – قرار لحزب الأغلبية – بين الرأي والعمل – اللهم أحفظ لنا صحافتنا – معتى العلم والإيمان – ماذا نريد من مجلس الشورى؟ - حرية الفكر – الهدف والعمل والقدوة – نحو مجتمع حر – مطلوب محاكمة سرية – السلام بين العمل والفكر – الفتنة والتسيب – الوحدة بين التمهيد والبناء – إلى جنة الوحدة الوطنية – معنى الاستقرار – رسالة الدين والشباب – لا علاج للانحراف إلا بالحضارة – إعادة نظرة شاملة – المعارضة المحرمة – ديمقراطية العمل – كيف نعالج الانحراف – مهمة الوسط – حول مؤتمر مصر الغد – متى يبدأ التغيير؟ - نشاط سياسي يبشر بالخير – حول صحف المعارضة – نحو خطة جديدة – ثورة يوليو – من نحن؟ - الطريق المصري وعصر الإنتاج – الطريق المصري والتعبئة القومية – الديمقراطية وأخلاق القادة – العدالة الاجتماعية – تذكرتك الانتخابية – الوجه الآخر للقمر – بشائر خير – الأغلبية النسبية لا المطلقة – حول التغيير – حول المعارضة – الوزير والمعارضة – قيمة الفرد في معاملته – ثورة يوليو – الصراع والحضارة – الشرطة في خدمة الديمقراطية – حول قانون الطوارئ – ماذا تقول التجارب – ما لا تستطيعه الوزارة المحايدة – دفاعاً عن الخطة والجمهور – في سبيل معركة صادقة – حول تعدد الأحزاب – ثقة الشعب – معركة جادة في فترة جادة – العودة إلى الاهتمام – المعركة والثورة – عهد جديد – المجلس المنتظر – كلمة إلى الشباب – كلمة إلى الوفد – الشباب والبرامج الحزبية – ثورة يوليو – مطالب ديمقراطية – 6 أكتوبر – بداية موفقة – معنى الحزب – أعوام حاسمة – حزب الأغلبية – الحزب والتنمية – عودة إلى قانون الانتخاب – الدستور الغائب – ثورة ودرس – المعارضة بين التقليد والتجديد – ما بين الصحوة والانحراف – 23 أغسطس – مجلس الشعب والإعلام – أعوام الجهاد القادمة – حياة نجيب محفوظ – أعماله.

## نقد وتعليقات
كتب حيدر جواد السهلاني على موقع صحيفة المثقف في 2 مايو 2020: «تعرض نجيب محفوظ إلى تكفير وملاحقة وجدل لم تتركه في حياته، وحتى بعد وفاته، فقد وصلت إلى حد اغتياله عام 1995، وطعن في نواياه الدينية وعقيدته»، ويتابع الكاتب: «وفي الحقيقة لم أرى نجيب محفوظ يدعو للألحاد، بل على العكس يرى في الدين ضرورة للحياة ويتجلى الدين في سلوك الإنسان»، وكتب: «يعتقد نجيب محفوظ أن الديمقراطية نظام غربي ومذهب متكامل من النظرية والتطبيق، اعترف بحقوق الإنسان والاقتصاد الحر، وحقق إنجازات رائعة في ميدان التقدم، والديمقراطية لا تعفي الدين ويقابلها في المجتمع الإسلامي الشورى. ويرى نجيب محفوظ أنه لا يمكن أن تتحقق الديمقراطية والحرية إلا في ظل الأحزاب، وأن الأحزاب حقائق واقعية، وفي ظل الأحزاب تم التقدم اجتماعي، والديمقراطية تربية عسيرة تتطلب جهاداً مستمراً وتضحية متواصلة وتهذيباً مطرداً، كي يحل العقل محل الغريزة وتسيطر المناقشة على التعصب والعنف والقوة العمياء. والديمقراطية هي روح قبل أن تكون شكلاً واسماً، وهي دعوة إلى الأغلبية لتمارس حقها المشروع في الحكم ولو بمعارضة الحكومة حيناً، ودعوة للمعارضة لتمارس حقها المشروع في المعارضة من خلال مبادئها وأهدافها ولو بتأكيد الحكومة حيناً. ويفهم نجيب محفوظ من الديمقراطية بأنها لم المخالفين تحت مركز فكري واحد أو مؤسسة شرعية واحدة، فكثير من الأحزاب المخالفة في العقيدة والفكر، لكن يوجد فيها أفكار جيدة فمثلا الماركسية، على الرغم من فيها أفكار ضد العقيدة الإسلامية لكن يوجد فيها أفكار اجتماعية واقتصادية جيدة. ويرى نجيب محفوظ أنه لا يوجد تناقض بين الإسلام وبين الديمقراطية.»
كتب أحمد فوزي سالم على موقع رصيف 22 في 30 أغسطس 2016: «ربما فات على الذين استمعوا لآيات الطعن في عقيدة محفوظ، وعززوا تشككهم بقراءة رواية»أولاد حارتنا"، التي نالت من الجدل ما لم تحققه أي رواية عربية معاصرة، أن يقرأوا مقالاته، أو يقتربوا من أفكاره السياسية والدينية والديمقراطية في فترات كانت الأجواء السياسية مسمومة، ولا يُسمح فيها بأي متنفس"، يواصل الكاتب: «في الوقت الذي كان يحرص فيه على عدم الصدام مع رأس الدولة، في أي من حقباتها التاريخية التي عاصرها، رأى أن الفكر له طبيعة صدامية، لا يتفق مع السلام، لأنه يعني التراخي والجمود ثم الموت. فهو لا ينشط، ولا يتوهج، ويبدع إلا من خلال الصراع والخلاف والتحدي. ويؤكد في مقال كتبه عام 1982، أن معظم تاريخنا السياسي والإنساني لم يكن إلا نبتاً من صراع لمعارك فكرية طاحنة، في الفكر والسياسة والأدب، وحتى الدين. فالحجر على بعض أركان الفكر وحرية التعبير، أخلى الميدان، بحسب تعبيره، من عناصر الإثارة والتحدي، معتبراً أن من يحجب جانباً من الفكر، كأنما حجب الفكر كله.»
كتب أحمد فضل شبلول على موقع ميدل إيست اونلاين في 21 مايو 2021: "يرى نجيب محفوظ أن الإبداع ابن الحرية، والقمع عدو للإبداع، ومن ثم يلجأ الكاتب المثقف إلى "التقية"، عن طريق تقنية القناع أو الرمز أو استلهام التراث، أو يُغلب على أمره ويلجأ إلى السكوت واللامبالاة. وعندما غضب الرئيس جمال عبدالناصر من كاتبنا بسبب روايته "ثرثرة فوق النيل" وأحال الأمر إلى د. ثروت عكاشة باعتباره وزيرا للثقافة وقتها، ورئيسا لنجيب محفوظ في عمله، قال له عكاشة، بعد أن قرأ الرواية: يا سيادة الرئيس أصارحك بأنه إذا لم يحصل الفن على هذا القدر من الحرية، لن يكون فنا. فقال له عبد الناصر بهدوء: "وهو كذلك، اعتبر الأمر منتهيا."
نشر موقع سي ان ان عربي في 24 أغسطس 2018 فيديو لنجيب محفوظ عن «الديمقراطية» وكتب الموقع: "في الفيديو يتحدث محفوظ عن «الديمقراطية»، قائلا: "اختفاء الديمقراطية سبب جميع الكوارث«، و» الديمقراطية ميزتها حتى لما تغلط بتصلح نفسها«، معتبرا أنه» عملنا في روحنا حاجات توضب أحسن توضيب لهزيمة محترمة«، في إشارة لخسارة مصر أمام إسرائيل حرب يونيو/ حزيران عام 1967. وكان حديث محفوظ في الفيديو الذي نشره البرادعي (الدكتور محمد البرادعي، نائب الرئيس المصري السابق والرئيس الأسبق للوكالة الدولية للطاقة الذرية) عبر حسابه على موقع» تويتر«مع الإعلامي المصري الراحل طارق حبيب.»

## وصلات خارجية
https://www.goodreads.com/book/show/7889428 حول الدين والديمقراطية 
https://islamarchive.cc/index.php?p=bib_lib&id=2454772 حول الدين والديمقراطية 
https://archive.org/details/draymanahmed1985_gmail_20160830_2310 حول الدين والديمقراطية